# Москва-Курская (локомотивное депо)
Локомотивное депо Москва-Пассажирская-Курская (ТЧЭ-1) — упраздненное с 1 июня 2021 года предприятие железнодорожного транспорта в городе Москве, до 2011 года входило в состав Московской железной дороги, с 2011 по 2021 годы являлось подразделением Московской дирекции тяги - структурного подразделения Дирекции тяги - филиала ОАО "РЖД". Депо занималось ремонтом и эксплуатацией тягового подвижного состава. 

## История депо
Старейшее депо Московской железной дороги. Рождение депо непосредственно связано с сооружением стальной магистрали от Москвы до Севастополя через Тулу, Орёл, Курск, строительство которой началось в июле 1864 года. Сдача объекта произошла 17 ноября 1866 года. Здание веерного депо имело 13 стойл с керосиновым освещением, от которых сходились пути к поворотному кругу с ручным приводом. Располагалось депо у стен Всесвятского монастыря (территория нынешней станции Москва- Товарная). В этот же день первый министр путей сообщения России Мельников Павел Петрович рапортовал царю об открытии движения поездов на участке Москва - Серпухов. Первоначально в депо было четыре пассажирских паровоза и шесть товарных. Ежесуточно из Москвы отправлялось два пассажирских и два грузовых поезда. Постепенно пассажиропоток возрастал, увеличивались размеры движения. 
К концу века паровозный парк депо насчитывал 267 машин, из них 46 пассажирских. В эксплуатации находилось 15 различных типов паровозов, в основном иностранного производства. Встал вопрос о передислокации станции и депо. В 1895 году началось строительство Курского вокзала одновременно с новым паровозным депо, которое завершилось в 1910 году. К тому времени грузовые паровозы перевели в Люблино, а депо стало чисто пассажирским, каким и является по сей день. Но местоположение его ещё раз изменилось. В 1933-1934 годах начали поступать паровозы серии «ИС», специально для которых на станции Москва-Каланчёвская построили прямоугольное здание депо, четверть века спустя ставшее электровозным.
В послереволюционные годы в депо строятся столовые, раздевалки, душевые. Открываются новые цеха: механический, медицинский, автоматный. Паровозные бригады работают по именным графикам. В 1932 году перед железнодорожниками поставлена задача перевести пассажирские паровозы с жидкого (нефть) топлива на уголь. Первым свой локомотив перевёл машинист А.Кабанов и вскоре добился значительной экономии топлива. В 1934 году ему присвоено звание Героя Труда. В середине 1930-х годов Героем Труда стал и машинист В.Борзин, который в числе других проводил опытные поездки по выявлению возможностей пассажирского паровоза серии «ИС». В результате его средняя скорость его при норме 45 км/ч. выросла до 65-ти.
Началась Великая Отечественная война. Многие кадровые рабочие ушли на фронт. Оставшиеся трудятся с удвоенной силой. В депо «одели» в броню паровоз серии «ОВ», построили поезд-баню для действующей армии. Из старых рельс изготавливали противотанковые «ежи». В октябре 1943 года из Ташкента в депо на модернизацию и перевооружение прибыл бронепоезд «Красновосточник». Затем он успешно участвовал в боях на юге Украины. Впоследствии стал экспонатом музея Вооруженных Сил в Москве. После окончания войны работники депо активно участвовали в восстановлении народного хозяйства, переводе железнодорожного транспорта на тепловозную и электротягу.
21 октября 1957 года первый пассажирский поезд от Москвы до Тулы провел на электровозе ВЛ22 машинист И. Бонин. Начался новый этап в жизни коллектива депо. В 60-е годы XX века, депо первым на сети дорог осваивает чешские пассажирские электровозы серии ЧС1 и ЧС3, позже более мощные ЧС2.
В октябре 1986 года депо получает первый свой электровоз ЧС7-096. С этого времени в депо начинается подготовка машинистов для работы на данной серии электровозов, которой занимается В. Т. Рогов. Впоследствии (с мая 2003 по декабрь 2013 года) его имя носил электровоз ЧС7-235.
В середине 1990-х были полностью заменены деповские пути, до этого момента сходы в депо были «обычным делом». Был полностью восстановлен парк электровозов ЧС2 и ЧС7, которые разворовывались на территории Украины. Удалось добиться разделения плеч обслуживания электровозов, в результате российские электровозы перестали заходить на территорию Украины, смена локомотивов стала происходить в Белгороде.
В 2004—2005 годах забирались плечи обслуживания (Владимир, Волоколамск), передавались другим депо пассажирские поезда. Локомотивные бригады начали работать в грузовом движении. Депо своими бригадами обслуживало грузовые поезда на плечах Люблино — Бекасово, Люблино — Тула.
В 2011 году передано из состава дирекции тяги Московской железной дороги в состав Московской дирекции тяги - структурного подразделения Дирекции тяги - филиала ОАО "РЖД".
С 2015 года депо обслуживало поезд «Стриж» на участке Москва - Нижний Новгород). В 2020 году поезд был передан депо имени Ильича.
С 2019 года ситуация начала повторяться. Поезда и плечи обслуживания (Тула, Орёл, Курск, Белгород, Нижний Новгород, Вековка) передаются другим депо, производится сокращение штата сотрудников локомотивных бригад.
С 1 июня 2021 года депо закрыто, штат сотрудников был переведён в депо ТЧЭ-6 Москва-Сортировочная-Рязанская. Участок ФТЧЭ-68 «Москва-3» также был передан в ТЧЭ-6.
На месте депо с 2023 года находится стоянка электричек линии D4.

## Тяговые плечи локомотивных бригад
- Москва-Курская — Владимир
- Москва-Смоленская — Владимир
- Москва-Смоленская — Данилов
- Москва-Ярославская — Владимир
- Москва-Ярославская — Александров
- Москва-Ярославская — Ярославль
- Москва-Ярославская — Кострома
- Москва-Ярославская — Данилов

Также локомотивные бригады обслуживали сквозные поезда с Казанского на Ярославский ход. Смена локомотивных бригад происходила в парке Москва-3 станции Москва-Ярославская.

## Приписной парк
К депо были приписаны паровозы серий ИС20, С, Су; электровозы серий ВЛ22М, ВЛ23.
В 1951 году в подарок из Чехословакии к 70-летию Иосифа Сталина пришёл паровоз серии 18-01 «Друг», числившийся в инвентарном парке до 1967 года.
С 1962 по 2007 год депо эксплуатировало электровозы серии ЧС2.
На начало 2020 года приписной парк депо составлял 161 электровоз серии ЧС7, значительная часть из них находится на консервации.
С 1 мая 2020 года началась передача приписного парка электровозов в ТЧЭ-33 «Ожерелье-Сортировочное»
Ранее в депо эксплуатировались электровозы серий ВЛ22М, ВЛ23, ЧС1.
Локомотивные бригады депо обслуживали электровозы серий ЧС2К, ЧС7, ЭП2К, ЭП20.

## Филиал
ФТЧЭ-68 «Москва-3» (Бывшее самостоятельное депо ТЧЭ-11 «Москва-3»)
Делилось на Московскую и Владимирскую колонны.

## Интересные факты
Рядом с территорией бывшего депо расположен Правительственный вокзал, расположенный в парке Б станции Москва-Каланчёвская.
В романе Ильи Ильфа и Евгения Петрова "Двенадцать стульев"  беспризорные доложили Остапу Бендеру, что покупатель с 12 стулом  "вошел в товарный двор Октябрьского вокзала, и пролезть за ним было никак невозможно — у ворот стояли стрелки ОВО НКПС", а впоследствии место, где находился стул в котором сторож нашел бриллианты упоминается как "клуб первого участка службы тяги". В романе на найденные сокровища построен ЦДКЖ на Комсомольской площади.

## Известные люди, работавшие в депо
- Левченко, Александр Дмитриевич – Герой Советского Союза, участник Советско-финской войны (1939-1940) и Великой Отечественной войны